# L1CAM-Syndrom
Das L1CAM-Syndrom oder L1-Syndrom ist eine sehr seltene x-chromosomal vererbliche Erkrankung mit einer Kombination von adduziertem Daumen, Spastik und unterschiedlichen Hirnveränderungen.
Synonyme sind: CRASH-Syndrom (Akronym für Corpus-Callosum-Hypoplasie, (geistige) Retardierung, Adduzierte Daumen, Spastische Paraplegie und Hydrozephalus); Gareis-Mason-Syndrom

## Verbreitung
Die Häufigkeit ist nicht bekannt, wird mit unter 1 zu 1.000.000 angegeben, die Vererbung erfolgt x-chromosomal-rezessiv.

## Ursache
Der Erkrankung liegen Mutationen im L1CAM-Gen an Genlocus Xq28  zugrunde, welches das neurale Zelladhäsionsmolekül kodiert.

## Klinische Erscheinungen
Der Gendefekt kann sich klinisch sehr unterschiedlich manifestieren mit geringen bis schweren Beeinträchtigungen.
Daher existieren aufgrund klinischer Beschreibung verschiedene scheinbar selbständige Erkrankungen mit entsprechenden Bezeichnungen.
Erste Symptome zeigen sich häufig vor oder kurz nach der Geburt, können aber auch erst später zutage treten.
Vereinzelt kommt auch eine Kombination mit dem Morbus Hirschsprung vor.
Bei weiblichen Überträgerinnen kommen allenfalls geringere Veränderungen wie adduzierte Daumen vor.

### X-chromosomaler Hydrozephalus mit Aquäduktstenose (HSAS)
- Ausgeprägter, bereits oft vorgeburtlich erkennbarer Hydrozephalus
- Adduzierter Daumen aufgrund eines Muskeldefektes der Daumen-Extensoren (Musculus extensor pollicis brevis oder Musculus extensor pollicis longus) bei etwa der Hälfte der Betroffenen
- Spastik mit Hyperreflexie
- Schwere geistige Behinderung[7][8]

### MASA-Syndrom
Akronym für Mentale Retardierung, Aphasie, Schlurfendes Gangbild und Adduzierte Daumen.
- Leichte bis mäßige geistige Behinderung
- Verzögerter Sprechbeginn
- Muskelhypotonie sich in Spastik verschlechternd
- adduziertem Daumen aufgrund eines Muskeldefektes der Daumen-Extensoren
- Erweiterung des III. Hirnventrikels

### SPG1 (X-chromosomale komplizierte hereditäre spastische Paraplegie Typ I)
- Spastische Paraplegie
- Leichte bis mäßige geistige Behinderung
- Normale Kernspintomographie des Gehirns

### X-chromosomale komplizierte Corpus-callosum-Agenesie
- Variable spastische Paraplegie
- Leichte bis mäßige geistige Behinderung
- Balkenmangel von Dysplasie über Hypoplasie bis Aplasie[11][12]

## Diagnose
Eine vorgeburtliche Diagnosestellung ist möglich.
Die Kombination klinischer Befunde ist wegweisend. Lässt sich in der Kernspintomographie ein beidseitiges Fehlen des Tractus corticospinales nachweisen, gilt das nahezu als pathognomonisch.

## Differentialdiagnostik
Abzugrenzen sind andere Ursachen für Hydrozephalus und Spastische Paraplegie.

## Aussichten
Die Prognose hängt vom Ausmaß der Veränderungen ab.